# Maiatico
Maiatico è una frazione del comune di Sala Baganza, in provincia di Parma.
La località dista 3,10 km dal capoluogo.

## Geografia fisica
Maiatico sorge alla quota di 308 m s.l.m., sul versante sinistro della piccola valle del rio Ginestra, affluente sinistro del torrente Baganza.
La località si sviluppa sul confine sud-est del Parco naturale regionale dei Boschi di Carrega; a poca distanza dal centro abitato, il territorio è caratterizzato dalla presenza di calanchi, creati dall'erosione dell'argilla per effetto del ruscellamento dell'acqua piovana.

## Storia
Il borgo fu fondato in epoca medievale; la più antica testimonianza della sua esistenza risale al 20 novembre 995, quando alcune terre poste a Maliatico, insieme a numerose altre del Parmense, furono donate dal vescovo Sigefredo II al capitolo della Cattedrale di Parma.
A servizio del piccolo centro abitato fu eretta una cappella, menzionata per la prima volta nel 1208; nei pressi del luogo di culto, fu costruito un ospizio destinato ai pellegrini che si discostavano dal ramo della via Francigena che attraversava la vicina località di Talignano.
La zona di Maiatico dipendeva all'epoca dai Tebaldi e dai Franceschi, che acquistarono gran parte delle terre e degli edifici, per poi assegnarli a terzi dietro giuramento di vassallaggio; ne sono testimonianza vari documenti, tra cui uno del 23 marzo 1203, con cui Ruggero Tebaldi assegnò diversi terreni a Rodolfino da Maiatico, e alcuni rogiti con cui Gherardo Franceschi comprò numerosi terreni e caseggiati, per poi investirli ad altri abitanti del luogo.
Verso il 1246, in seguito alla scomparsa di Gherardo Franceschi, ereditò i suoi beni l'unica figlia Mabilia, moglie di Bernardino da Cornazzano; alla morte di Mabilia nel 1248, le proprietà passarono alla famiglia del marito, indi, tramite la figlia Adelmota, al genero Tedisio Sanvitale, capostipite della casata e fratello del vescovo di Parma Obizzo; la restante parte di Maiatico e di Sala, appartenente al cugino Bernardino Franceschi, fu acquistata da Tedisio nel 1258.
Il 4 dicembre 1471 la giurisdizione sull'antico ospizio per pellegrini fu assegnata dal papa Sisto IV all'ospedale di Parma.
La famiglia Sanvitale mantenne il feudo fino al 1612, quando il conte Girolamo Sanvitale e la madre Barbara Sanseverino, insieme a numerosi altri nobili, furono arrestati e giustiziati con l'accusa di aver partecipato alla presunta congiura dei feudatari ai danni del duca di Parma Ranuccio I Farnese, che confiscò tutti i loro beni.
Agli inizi del XIX secolo, in epoca napoleonica, Maiatico divenne frazione del neocostituito comune (o mairie) di Sala.

## Monumenti e luoghi d'interesse

### Chiesa di San Nicolò Vescovo

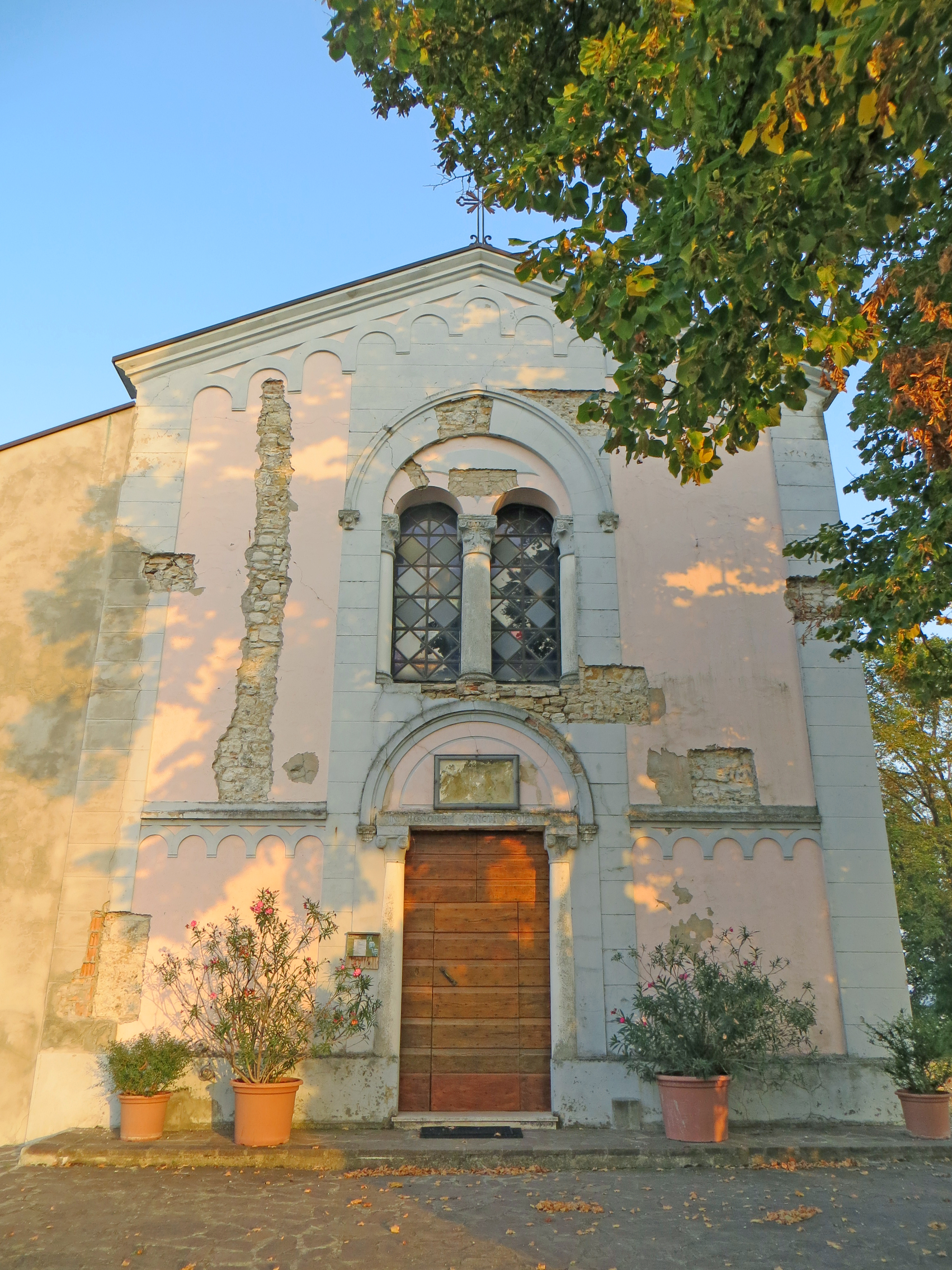
Chiesa di San Nicolò Vescovo

Menzionata per la prima volta nel 1208, la chiesa fu eretta a sede parrocchiale autonoma nel 1564; ricostruita tra il XVI e il XVIII secolo in stile barocco, fu pesantemente danneggiata nel 1851 da un fulmine, che provocò il crollo di uno dei due campanili sul presbiterio e sulla canonica; risistemata nei decenni seguenti con la sopraelevazione della torre campanaria superstite e la riedificazione degli ambienti distrutti, tra il 1908 e il 1912 fu ristrutturata e dotata di una nuova facciata neoromanica su progetto dello scenografo Mario Soncini. L'edificio, sviluppato su una pianta a navata unica, presenta nel prospetto principale un portale affiancato da due semicolonne con capitelli quattrocenteschi in pietra e sormontato da una lunetta contenente un coevo bassorilievo; l'interno, ornato con dipinti a finto rilievo realizzati dal Soncini, ospita alcuni dipinti di pregio, tra cui la pala seicentesca.

### Villa Mutti
Edificata agli inizi del XIX secolo, la villa, originariamente nota come casamento Toase, fu acquistata nel 1860 dalla marchesa Teresa Araldi Trecchi, sorella del colonnello Gaspare Trecchi, nominato amministratore del Casino dei Boschi da Cavour per conto dei Savoia; visitata nel 1861, su invito del marchese Gaspare, da Giuseppe Garibaldi, che vi soggiornò per quindici giorni e si procurò numerosi viticci della Malvasia di Maiatico per trapiantarli a Caprera, la struttura fu acquistata verso la fine del secolo dall'ingegner Arduini; ampliata con la costruzione di una torretta e decorata in forme liberty, fu alienata a Ciro Maghenzani, indi a Gianni Mutti. L'edificio, sviluppato su una pianta a L, si eleva su due livelli principali fuori terra; la simmetrica facciata presenta un portale centrale ad arco a tutto sesto, sormontato dal balconcino del primo piano; sul retro aggetta la torretta, che in sommità si affaccia sulle quattro fronti attraverso coppie di monofore a tutto sesto. Intorno si estende l'ampio parco riccamente piantumato con alberi d'alto fusto.